# Banco de esperma
Um banco de esperma é uma instituição que coleta e armazena esperma humano. Os primeiros dois bancos de esperma foram inaugurados em Iowa, EUA, e Tóquio, Japão, em 1964. Actualmente existem até bancos de esperma on-line, bem como sites que permitem o contacto entre potenciais receptoras e potenciais dadores de esperma, sendo que estes são acessíveis a pessoas de qualquer parte do mundo.